# Acronema
Acronema är ett släkte i familjen flockblommiga växter. Dess arter förekommer i östra Asien, från Himalaya till Kina och Thailand.

## Arter
Släktet innehåller 34 arter:

- Acronema alpinum
- Acronema astrantiifolium
- Acronema brevipedicellatum
- Acronema bryophilum
- Acronema chienii
- Acronema chinense
- Acronema commutatum
- Acronema crassifolium
- Acronema cryptosciadeum
- Acronema dyssimetriradiata
- Acronema evolutum
- Acronema forrestii
- Acronema gracile
- Acronema graminifolium
- Acronema handelii
- Acronema hookeri
- Acronema ioniostyles
- Acronema johrianum
- Acronema minus
- Acronema mukherjeeanum
- Acronema muscicola
- Acronema nervosum
- Acronema paniculatum
- Acronema phaeosciadeum
- Acronema pilosum
- Acronema pneumatophobium
- Acronema pseudotenerum
- Acronema refugicola
- Acronema rivale
- Acronema schneideri
- Acronema sichuanense
- Acronema tenerum
- Acronema xizangense
- Acronema yadongense